# Edward Santana
Pour les articles homonymes, voir Santana.
Edward Santana, né le 14 septembre 1987, est un joueur dominicain de basket-ball. Il évolue au poste d'ailier. 